# Tratatul de la Frederiksborg
Tratatul de la Frederiksborg (daneză Frederiksborgfreden) a fost un tratat semnat la Castelul Frederiksborg, Zeelanda, la 3 iulie 1720  (14 iulie 1720 conform calendarului gregorian), încheind Marele Război al Nordului între Danemarca-Norvegia și Suedia. 

## Istoria
Partea danezo-suedeză a conflictului a început în 1700, dar pacea a fost restabilită în același an. Danemarca a reintrat în război în 1709 într-o campanie de redobândire a provinciilor pierdute; Scania, Blekinge și Halland. Cu toate acestea, generalul suedez Magnus Stenbock a reușit să apere provinciile fără prezența regelui Carol al XII-lea. Pe alte fronturi, Suedia nu a fost atât de norocoasă, în primul rând din cauza Rusiei în 1721 și ca urmare a distrugerii armatei suedeze din Stralsund, Pomerania suedeză. 
Suedia a plătit 600.000 de Riksdaler daune (ca depozit pentru acești bani, Danemarca a deținut temporarWismar, în Pomerania suedeză), și a rupt alianța cu Holstein pierzând dreptul la traversarea fără taxe a Øresundului. De asemenea, Danemarca a obținut controlul deplin asupra provinciei Schleswig, în timp ce zonele deținute de Danemarca din Pomerania suedeză au fost returnate Suediei. Tratatul de la Copenhaga din 1660, Malmö Recess 1662, Tratatul de la Fontainebleau și Stockholm, de asemenea, în 1679 (cunoscut sub numele de Pacea de la Lund), au fost acum ratificate pentru a cincea oară. 